# Paepalanthus flaviceps
Paepalanthus flaviceps är en gräsväxtart som beskrevs av Friedrich August Körnicke. Paepalanthus flaviceps ingår i släktet Paepalanthus och familjen Eriocaulaceae. Inga underarter finns listade i Catalogue of Life.